# St. Gereon (Vettweiß)

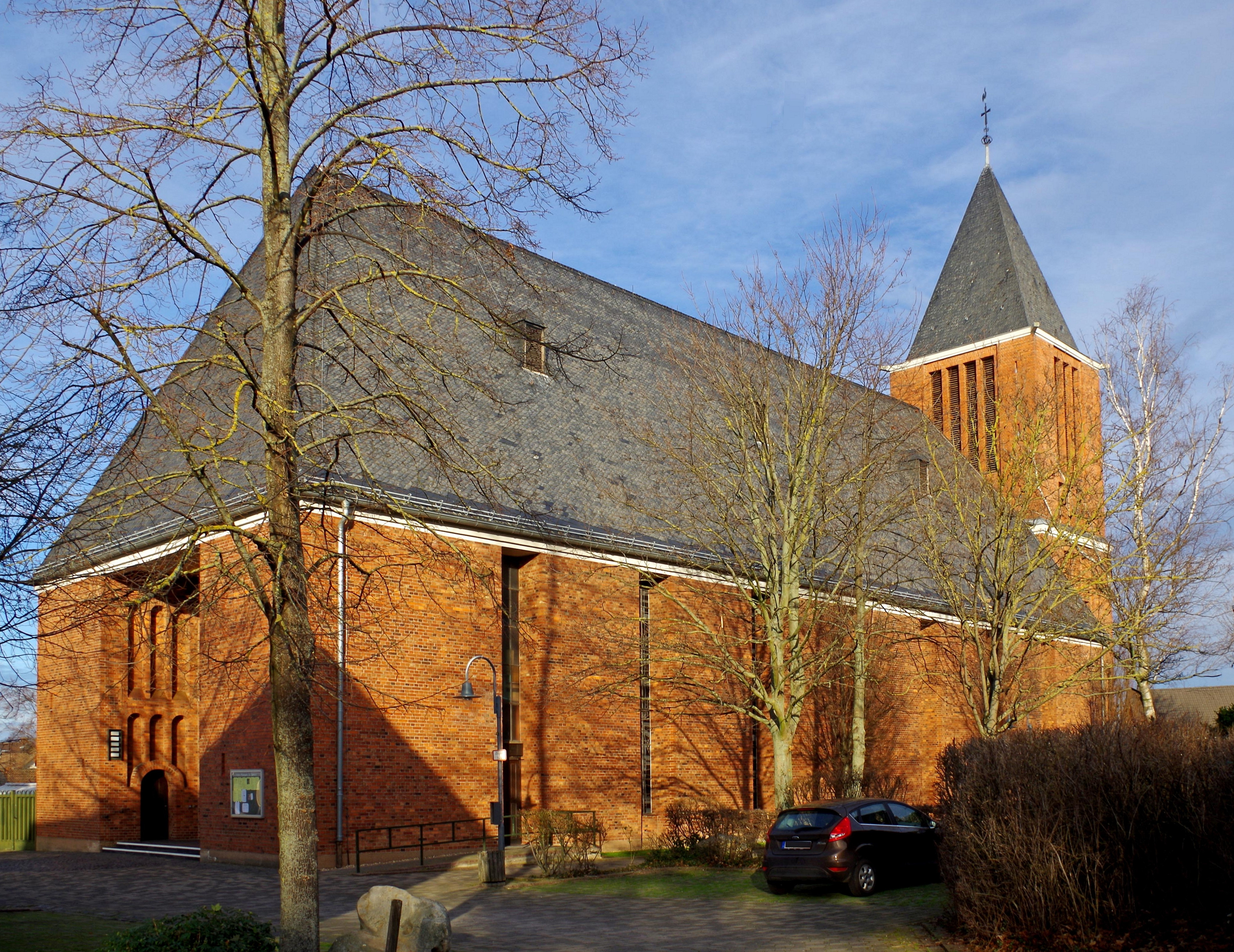
St. Gereon (Vettweiß), Südwestansicht

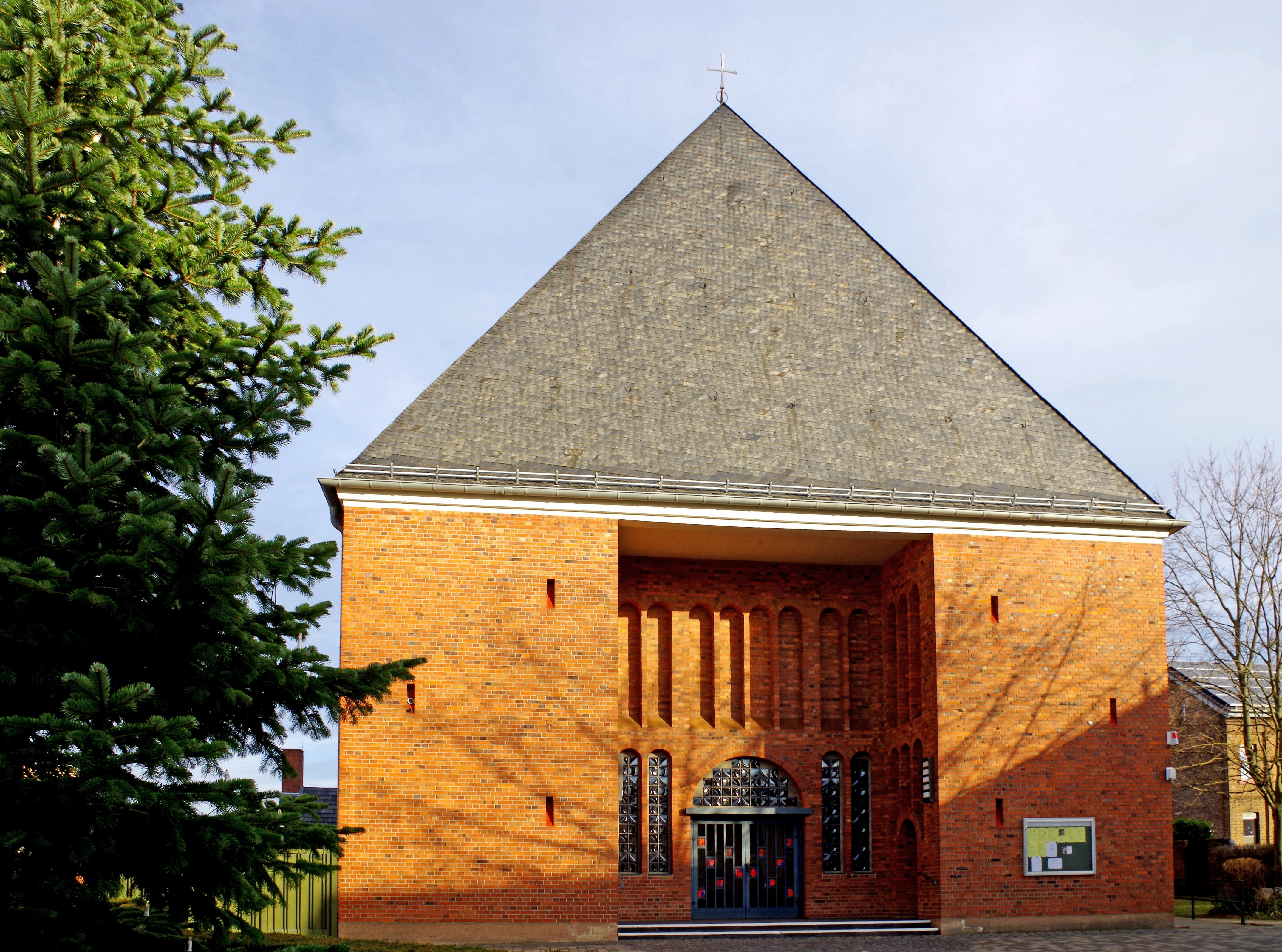
Westseite mit Eingangsportal

St. Gereon ist die römisch-katholische Pfarrkirche von Vettweiß im Kreis Düren (Nordrhein-Westfalen).
Die Kirche ist dem hl. Gereon von Köln geweiht und Pfarrkirche der 2010 errichteten Großpfarre St. Marien Vettweiß.

## Geschichte
Eine Kirche in Vettweiß wurde erstmals in einer Schenkungsurkunde des Erzbischofs von Köln aus der Zeit um 988 erwähnt. Es handelte sich um eine bischöfliche Eigenkirche. In dieser Urkunde wurde die Eigenkirche dem Kölner Kloster St. Martin geschenkt. 1508 wurde die Vettweißer Pfarre der Abtei Groß St. Martin in Köln inkorporiert.
Von dem um 988 erwähnten Gotteshaus ist nichts näheres bekannt. Im 12. Jahrhundert wurde ein neuer Glockenturm im Baustil der Romanik errichtet. Daran schloss sich sehr wahrscheinlich eine kleine romanische Saalkirche an. Beim Turm handelte es sich um einen Chorturm. In den Jahren 1852 bis 1853 wurde die alte Kirche durch einen neugotischen Neubau ersetzt, wobei der alte Turm stehen blieb. Bei diesem Bau handelte es sich um eine einschiffige und fünfjochige Saalkirche mit einem 5/8 Chorschluss. Die Fenster besaßen alle zweibahniges Maßwerk. Im Zweiten Weltkrieg wurde die Pfarrkirche zunächst nicht zerstört, jedoch sprengten die Besatzungstruppen 1945 das gesamte Bauwerk, um Baumaterial für einen Flugplatz zu erhalten.
Zwischen 1949 und 1951 wurde an Stelle der alten Kirche das heutige Gotteshaus nach Plänen des Kölner Architekten Josef Op Gen Oorth errichtet. Dabei handelt es sich um eine moderne Saalkirche aus Backsteinen, die ein hölzernes Tonnengewölbe überspannt. In Anlehnung an den alten romanischen Chorturm wurde auch in diesem Neubau ein Chorturm mit vierseitigem Helm integriert.
2010 ist die Pfarre St. Gereon in Vettweiß mit den ehemaligen Pfarreien St. Gangolf (Soller), St. Michael (Kelz), St. Antonius (Ginnick), St. Mariä Himmelfahrt (Disternich), St. Jakobus der Ältere (Jakobwüllesheim), St. Johann Baptist (Sievernich), St. Amandus (Müddersheim), St. Martin (Froitzheim) und St. Petrus (Gladbach) zur Pfarre St. Marien, Vettweiß fusioniert worden. Seitdem ist die Kirche St. Gereon die Pfarrkirche der Pfarre St. Marien.

## Ausstattung
In der Kirche befindet sich eine moderne Ausstattung. Der Hochaltar im Chorturm, die beiden Seitenaltäre und die Kanzel stammen aus den 1950er Jahren. Die Buntglasfenster sind freie Kompositionen der Künstlerin Marianne Hilgers aus den Jahren 1980 bis 1982.
Außerdem befindet sich im Innenraum eine Gedenktafel für die Gefallenen und Vermissten beider Weltkriege.

## Glocken
Im Turm von St. Gereon hängen drei Stahl-Glocken aus dem Jahr 1954, die vom Bochumer Verein für Gußstahlfabrikation in der so genannten Versuchsrippe 7 (V7) gegossen worden sind. Sie ersetzten drei historische Bronze-Glocken, die im Zweiten Weltkrieg zerstört wurden. Die größte Glocke war ein Guss von Jan van Alfter aus dem Jahr 1518. Sie besaß den Schlagton f'. Die mittlere Glocke goss Franz Hemony aus Utrecht im Jahr 1640. Diese besaß den Schlagton fis'. Die kleinste Glocke war ein Werk von Martin Legros aus Malmedy aus dem Jahr 1757. Sie besaß den Schlagton g'.
| Nr. | Name | Durchmesser (mm) | Masse (kg, ca.) | Schlagton (HT-1/16) | Gießer                                          | Gussjahr |
| 1   | -    | -                | -               | d'                  | Bochumer Verein für Gußstahlfabrikation, Bochum | 1954     |
| 2   | -    | -                | -               | f'                  | Bochumer Verein für Gußstahlfabrikation, Bochum | 1954     |
| 3   | -    | -                | -               | g'                  | Bochumer Verein für Gußstahlfabrikation, Bochum | 1954     |

Motiv: Te Deum